# 田中一徳
田中 一徳（たなか かずのり、1981年10月28日 - ）は、兵庫県尼崎市出身の元プロ野球選手（外野手）。

## 経歴

### プロ入り前
ボーイズリーグ時代は全国大会に4度出場、世界大会でも優勝を経験している。
PL学園高校2年時に出場した1998年の第80回全国高等学校野球選手権大会準々決勝の横浜高校戦で松坂大輔から4安打を記録する。大会後に第3回AAAアジア野球選手権大会日本代表に2年生では大島裕行と2人のみ選出された。大会では一番打者として活躍し、白嗟承に最も印象に残った打者と言わしめる活躍を見せた。1999年の第71回選抜高等学校野球大会では準決勝進出。同年のドラフト会議にて横浜ベイスターズから1位指名受けて入団。PL学園の同期に七野智秀、覚前昌也、田中雅彦がいる。

### プロ入り後
1年目の2000年から一軍出場を果たし、プロ初ヒットも記録している。また、フレッシュオールスターゲームにも出場した。2002年に主に左翼手や代走要員として一軍に定着、この年自己最多の112試合に出場。2004年にそれまでの両打ちをやめ左打席に専念した。2005年はチームが3年連続の最下位でチーム改革が進んだことや、野中信吾ら俊足のライバルの加入・台頭もあり、自身初のシーズン一軍出場なしに終わる。
翌2006年も一軍出場はなく9月に戦力外通告を受け、退団。同年の12球団合同トライアウトに参加するが、獲得する球団はなくアメリカに渡る。この様子は2007年1月6日にTBSで放映されたドキュメンタリー番組『プロ野球戦力外通告・クビを宣告された男達』で特集された。
2007年、アメリカ独立リーグのアトランティックリーグに加盟しているヨーク・レボリューションに入団。背番号は、日本時代と同じく9、守備位置は主に左翼手で先発出場も多く、最終的に110試合に出場。成績は打率.251、打点31、盗塁18を記録した。2008年も同チームに在籍。しかし出場試合数は57試合と前年より半減。成績も打率.226、打点3、盗塁8と落としてしまった。同年11月に開催された12球団合同トライアウトに参加するが5打数でノーヒットに終わる。この時競輪選手のスカウト活動に訪れていた中野浩一には「ゴムまりのような肉体で競輪選手向きの体つき」として注目された。
結局獲得する球団は現れなかったため現役引退を決意し、その旨をPL学園の先輩である桑田真澄に報告した。この様子はTBSの『NEWS23』で放映された。桑田からは「引退でもそれはマイナスということではないし、野球で学んだことを次のステップで生かしていけばいい」という言葉をかけられた。

### 引退後
引退後は野球教室「MJ Athleteベースボールスクール」のヘッドコーチとして指導に当たった。2014年1月20日付で日本学生野球協会から学生野球資格の回復を認定され、同年から拓殖大学紅陵高等学校のコーチ、2016年からは日本経済大学のコーチを務めていた。2023年4月からは鹿児島第一中学校・高等学校に赴任し社会科の教師と野球部顧問を務めた。2025年4月から山口県鴻城高等学校へ赴任し、硬式野球部部長に就任している。

## 人物
父は陸上、レスリングの元選手で仁川学院高校で顧問を務めており、母も陸上の元短距離選手でインターハイにも出場している。

## 詳細情報

### 年度別打撃成績
| 年 度     | 球 団     | 試 合 | 打 席 | 打 数 | 得 点 | 安 打 | 二 塁 打 | 三 塁 打 | 本 塁 打 | 塁 打 | 打 点 | 盗 塁 | 盗 塁 死 | 犠 打 | 犠 飛 | 四 球 | 敬 遠 | 死 球 | 三 振 | 併 殺 打 | 打 率 | 出 塁 率 | 長 打 率 | O P S |
| --------- | --------- | ----- | ----- | ----- | ----- | ----- | -------- | -------- | -------- | ----- | ----- | ----- | -------- | ----- | ----- | ----- | ----- | ----- | ----- | -------- | ----- | -------- | -------- | ----- |
| 2000      | 横浜      | 37    | 25    | 24    | 5     | 4     | 0        | 0        | 0        | 4     | 0     | 0     | 2        | 0     | 0     | 1     | 0     | 0     | 10    | 0        | .167  | .200     | .167     | .367  |
| 2001      | 横浜      | 68    | 67    | 50    | 8     | 11    | 2        | 0        | 0        | 13    | 2     | 2     | 2        | 7     | 0     | 10    | 1     | 0     | 11    | 0        | .220  | .350     | .260     | .610  |
| 2002      | 横浜      | 112   | 198   | 172   | 23    | 44    | 3        | 0        | 1        | 50    | 8     | 6     | 6        | 14    | 0     | 12    | 1     | 0     | 28    | 1        | .256  | .304     | .291     | .595  |
| 2003      | 横浜      | 61    | 54    | 51    | 9     | 10    | 1        | 0        | 0        | 11    | 1     | 4     | 3        | 2     | 0     | 1     | 0     | 0     | 9     | 1        | .196  | .212     | .216     | .427  |
| 2004      | 横浜      | 63    | 32    | 30    | 13    | 6     | 0        | 0        | 0        | 6     | 2     | 3     | 1        | 0     | 0     | 2     | 0     | 0     | 8     | 0        | .200  | .250     | .200     | .450  |
| 通算：5年 | 通算：5年 | 341   | 376   | 327   | 58    | 75    | 6        | 0        | 1        | 84    | 13    | 15    | 14       | 23    | 0     | 26    | 2     | 0     | 66    | 2        | .229  | .286     | .257     | .543  |

### 記録
- 初出場：2000年4月1日、対阪神タイガース2回戦（横浜スタジアム）、9回表に佐伯貴弘に代わり右翼手で出場
- 初打席：2000年4月13日、対ヤクルトスワローズ3回戦（明治神宮野球場）、11回表に五十嵐亮太の前に見逃し三振
- 初安打：2000年4月22日、対中日ドラゴンズ4回戦（ナゴヤドーム）、7回表に鈴木平から左前安打
- 初先発出場：2001年5月9日、対阪神タイガース6回戦（横浜スタジアム）、「8番・右翼手」で先発出場
- 初打点：2001年5月10日、対阪神タイガース7回戦（横浜スタジアム）、2回裏に井川慶から左前適時打
- 初盗塁：2001年8月1日、対広島東洋カープ15回戦（広島市民球場）、8回表に二盗（投手：酒井大輔、捕手：倉義和）
- 初本塁打：2002年5月8日、対広島東洋カープ5回戦（広島市民球場）、5回表に横山竜士から右越ソロ

### 背番号
- 9（2000年 - 2008年）

## 出演

### 映画
- ダイヤモンド（オールインエンタテインメント、2013年8月3日公開）[7]